# Víkingur Ólafsson
Víkingur Ólafsson er en islandsk pianist.
Han spiller blandt andet Johann Sebastian Bach og Philip Glass.
I Danmark har han holdt koncert på Louisiana (2018)
og til DSQ Festival i oktober 2019.
Af moderne komponister har han udover Philip Glass indspillet værker af Ólafur Ó. Axelsson fx Reykjavík by Night.